# Oegstgeest

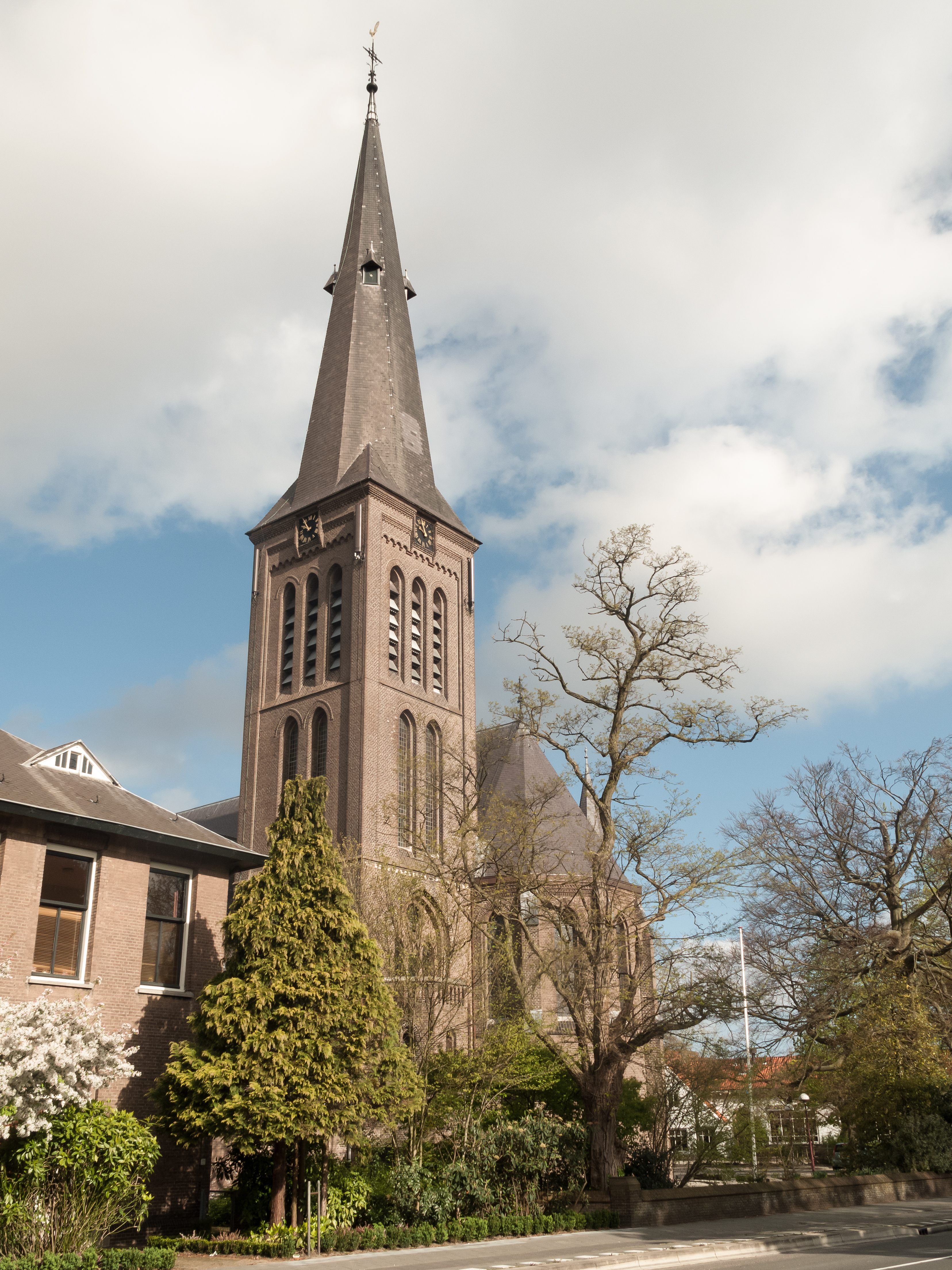
Presbytère d'Oegstgeest.

Oegstgeest est un village et une commune néerlandaise située en province de Hollande-Méridionale et une commune voisine de Leyde.
La commune compte en 2022 environ 25 790 habitants. Sa superficie est de 7,75 km2.

## Géographie

### Communes limitrophes
|         |            | Teylingen |
| Katwijk | Oegstgeest |           |
|         |            | Leyde     |

## Culture et patrimoine

### Musée
Corpus, inauguré le 14 mars 2008, est un musée sur le corps humain situé dans un bâtiment en forme d'un géant de 35 mètres.

## Personnalités liées à la commune
- Jacqueline Blom (1961-), actrice née à Oegstgeest.
- Elida Tuinstra (1931-2021), femme politique morte à Oegstgeest.
- Sem Veeger (1991-), actrice née à Oegstgeest.